# Gant
|  | Per a altres significats, vegeu «Gant (Pirineus Atlàntics)». |

Gant (oficialment i en neerlandès: Gent; en francès: Gand) és la capital de la província de Flandes Oriental (Bèlgica). És la ciutat flamenca amb més edificis històrics llistats, una intensa vida cultural i una situació privilegiada, entre Bruges i Brussel·les i a mitja hora d'ambdues en tren. A 1 de gener de 2021, tenia 263.703 habitants, un augment de gairebé 20.000, comparat amb la situació a l'1 de gener de 2000: 224.180 habitants (108.851 homes i 115.329 dones). És el tercer municipi belga pel nombre d'habitants, darrere de l'àrea metropolitana de Brussel·les i Anvers.
L'accés amb cotxe és realment senzill gràcies a les autopistes E17 i E40. També hi ha parades de trens tant nacionals com internacionals (Estacions ferroviàries de Sint-Pieters i Dampoort). La llengua oficial és el neerlandès, però la cultura poliglota dels seus habitants ofereix la possibilitat de comunicar-se també en francès, anglès i alemany.

## Història

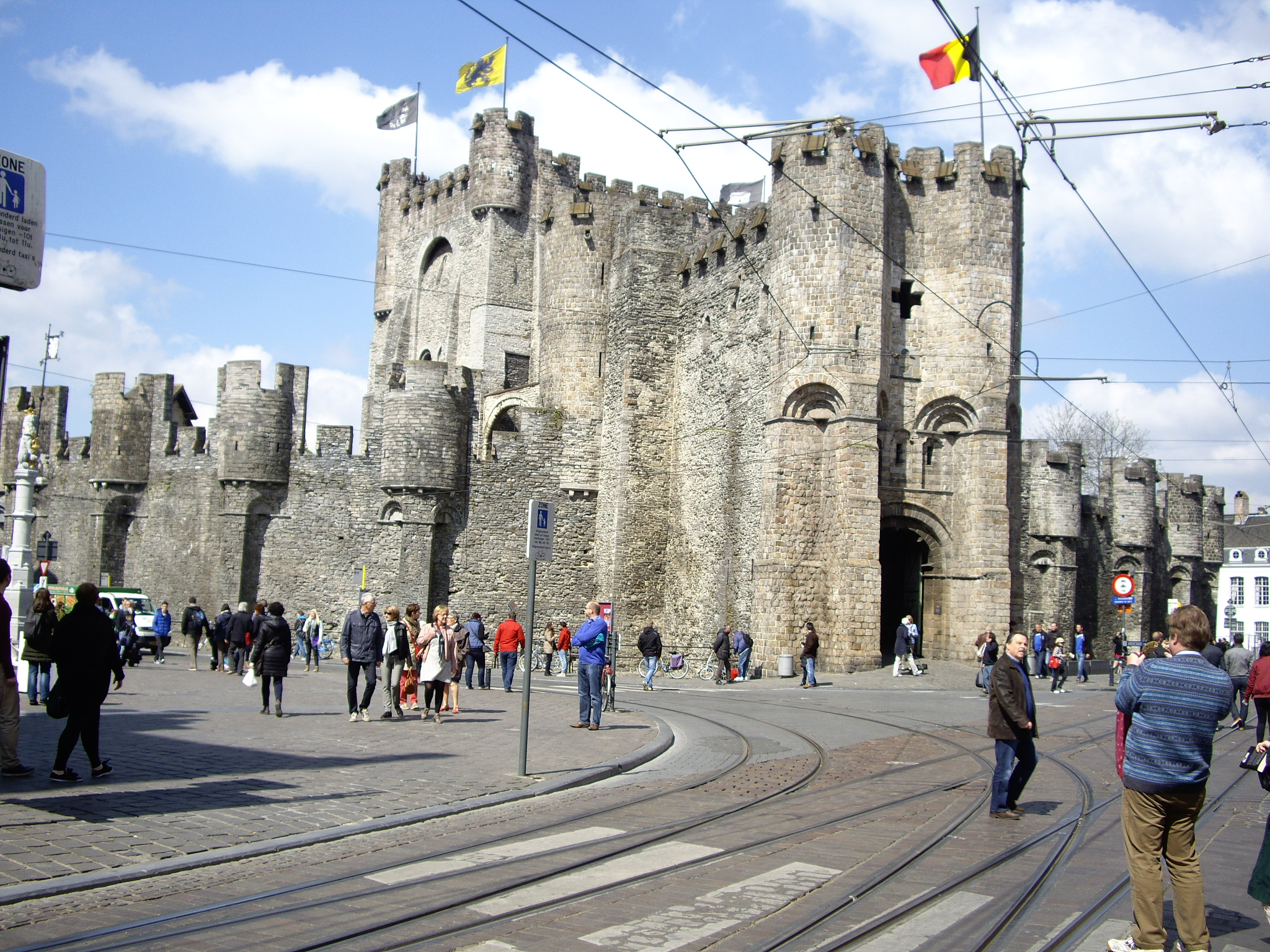
El castell dels comtes de Flandes o Gravensteen

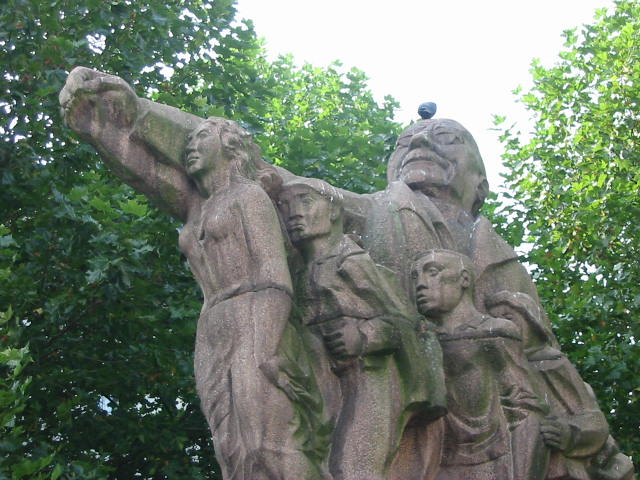
Monument a Edward Anseele

Etimològicament, el nom de Gant ve de la paraula cèltica ganda, que fa referència a la convergència dels rius Leie i Escalda entre els quals està situada. A aquest conflent estratègic, ja van trobar-se traces d'una població cèltica.
La ciutat va ser residència dels Comtes de Flandes, i Carles V hi va néixer. Durant el seu regne del 1539 al 1540 va esclatar la Rebel·lió de Gant contra la seva política fiscal. La repressió va ser virulent, vint i cincs caps dels insurrectes van ser executats. Els altres, per humiliar-los, van haver de fer una processó descalços i en camisa, portant un dogal, d'on prové el malnom dels gantencs: portadors de dogal (stroppendragers) i la ciutat va perdre la seva autonomia. La ciutat va perdre totes les seves llibertats i privilegis.
Al segle xvi va ser, després de París, la ciutat més gran d'Europa al nord dels Alps. Avui dia no queda rastre del castell on l'emperador va néixer, però sí del Gravensteen o Castell dels Comtes, construït al segle xii, una fortalesa impressionant situada actualment en ple centre de la ciutat, envoltada per una fossa. Al llarg de la història va ser residència dels Comtes de Flandes, Casa de la Moneda, presó i fins i tot fàbrica de cotó al segle xix. Des de les seves torres es contempla un panorama meravellós de la ciutat.
En esdevenir una de les rares ciutats industrialitzades de Flandes, a l'inici del Segle XX, junt amb Aalst la ciutat va tenir un paper important al moviment socialista, del qual el gantenc Edward Anseele va ser un dels primers líders i cofundador del Partit Obrer Belga. Aquest partit va deixar uns monuments d'art nouveau importants: la cooperativa Vooruit i la seu de la mutualitat Bond Moyson a la plaça Vrijdagmarkt.
Des del 1542 al bressol de la ciutat té un carrer Catteloengestrate, (antigament Cattesteeghe o carreró del Gat) avui Cataloniëstraat o carrer de Catalunya.

## Economia
És una ciutat molt important en el sentit econòmic per la seva indústria, el port de Gant, un port marítim interior a l'entorn del Canal Gant-Terneuzen, la Universitat de Gant amb uns 36.000 estudiants i moltes altres escoles i instituts.

## Nuclis i localitats
- Afsnee
- Desteldonk
- Drongen
- Gentbrugge
- Ledeberg
- Mariakerke
- Mendonk
- Moscou
- Oostakker
- Rodenhuize
- Sint-Amandsberg
- Sint-Denijs-Westrem
- Sint-Kruis-Winkel
- Wondelgem
- Zwijnaarde.

## Turisme
Gant té un nucli històric molt ben preservat. Des de castells medievals —Gravensteen i Geerard de Duivelsteen— fins a esglésies gòtiques -Catedral de Sant Bavó, o Sint Baafs en neerlandès— passant per la talaia o belfort —de 95 m d'altura- o per nombroses places i parcs. Així mateix podem trobar 18 museus, entre els quals destaca el SMAK, el museu d'art contemporani. A la catedral de Sant Bavó, on es pot veure l'obra mestra de Jan van Eyck L'adoració de l'anyell.
Gant ofereix, a part del seu interès arquitectònic i museus, moltes botigues, restaurants i una vida nocturna emocionant amb nombrosos concerts. Qualsevol nit és bona per a gaudir d'un concert de jazz gratuït en alguns dels nombrosos bars de la ciutat.
La ciutat pot ser descoberta amb vaixell als rius Escalda i Leie i els canals, amb bici o bé a peu.
A la segona quinzena de juliol, durant 10 dies, se celebren cada any les Gentse Fieste o festa major de Gant, amb espectacles al carrer, considerats com el major festival a cel obert d'Europa.
Gant té un clima moderat força humit encara que els hiverns no són gaire freds. Els mesos càlids són juliol i agost. Les temperatures mitjanes a l'hivern són de 0° a 10 °C; i a l'estiu de 20° a 25 °C.

## Fills il·lustres
- Johan Daisne (1912-1978), pseudònim d'Herman Thiery, escriptor, poeta i dramaturg
- Maria Constance Sass (1838-1902) cantant d'òpera
- Alexander Utendal (1545-1581) compositor
- Jan van den Eeden (1842-1917) compositor
- Florimund van Duyse (1843-1915) musicògraf i compositor
- Hendrik Waelput (1845-1885) compositor
- Maurice Maeterlinck (1862-1949), dramaturg i poeta, Premi Nobel de Literatura de l'any 1911
- Corneille Heymans (1892-1968) metge, Premi Nobel de Medicina o Fisiologia de l'any 1938
- Carles V del Sacre Imperi Romanogermànic/Carles I d'Espanya (Gant 24 feb. 1500 - Monestir de Yuste, Càceres, 21 set. 1558). emperador del Sacre Imperi Romanogermànic (1519-1556), monarca d'Espanya (1516-1556), rei de Castella i Lleó, rei d'Aragó, rei de València, rei de Mallorca i rei de Sicília i comte de Barcelona; rei de Nàpols; arxiduc d'Àustria (1519-1522); i príncep d'Astúries (1504-1516).
- Paul Miry, (1868-1926), violoncel·listes i violinistes,

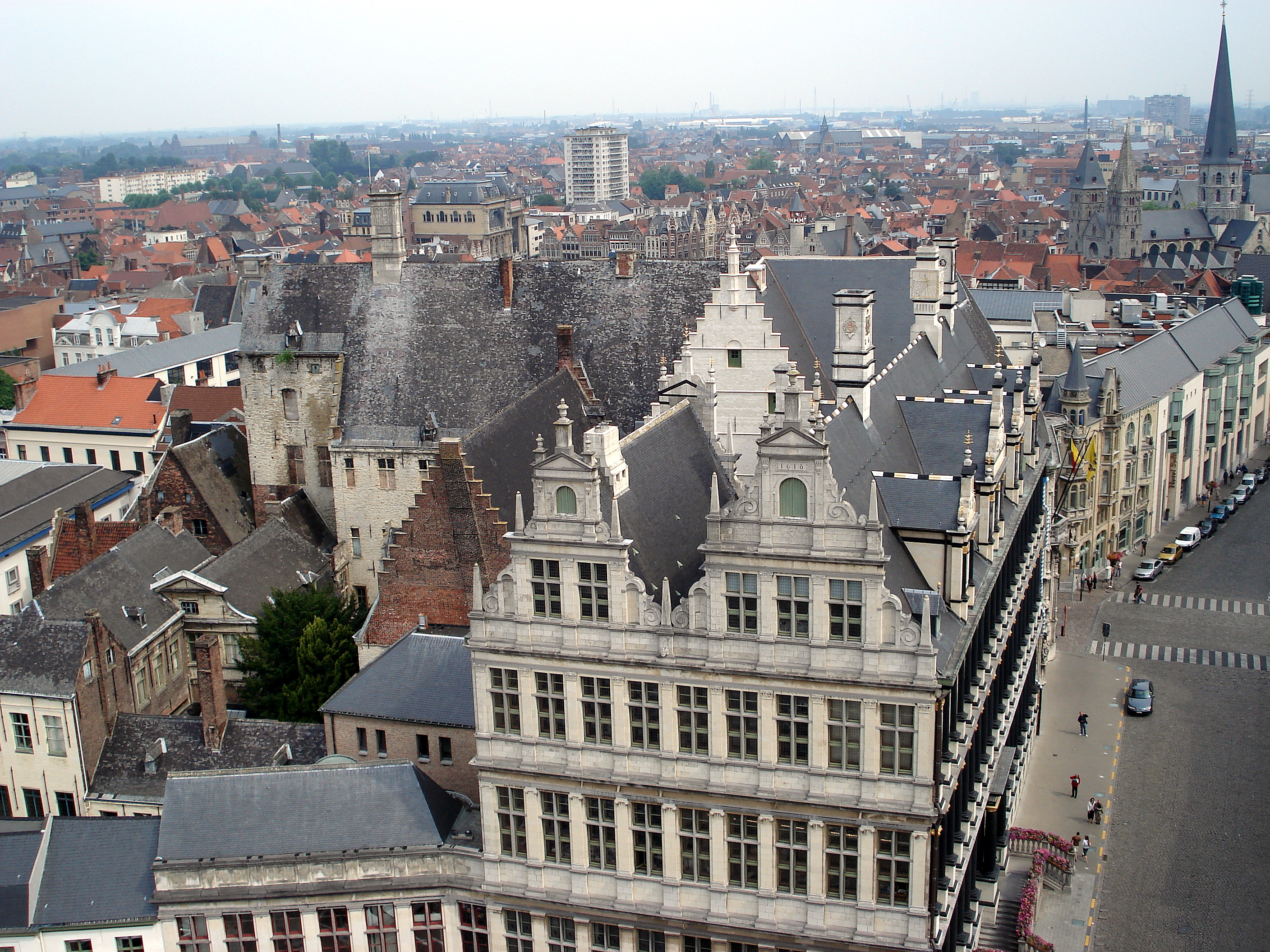
Casa de la Vila
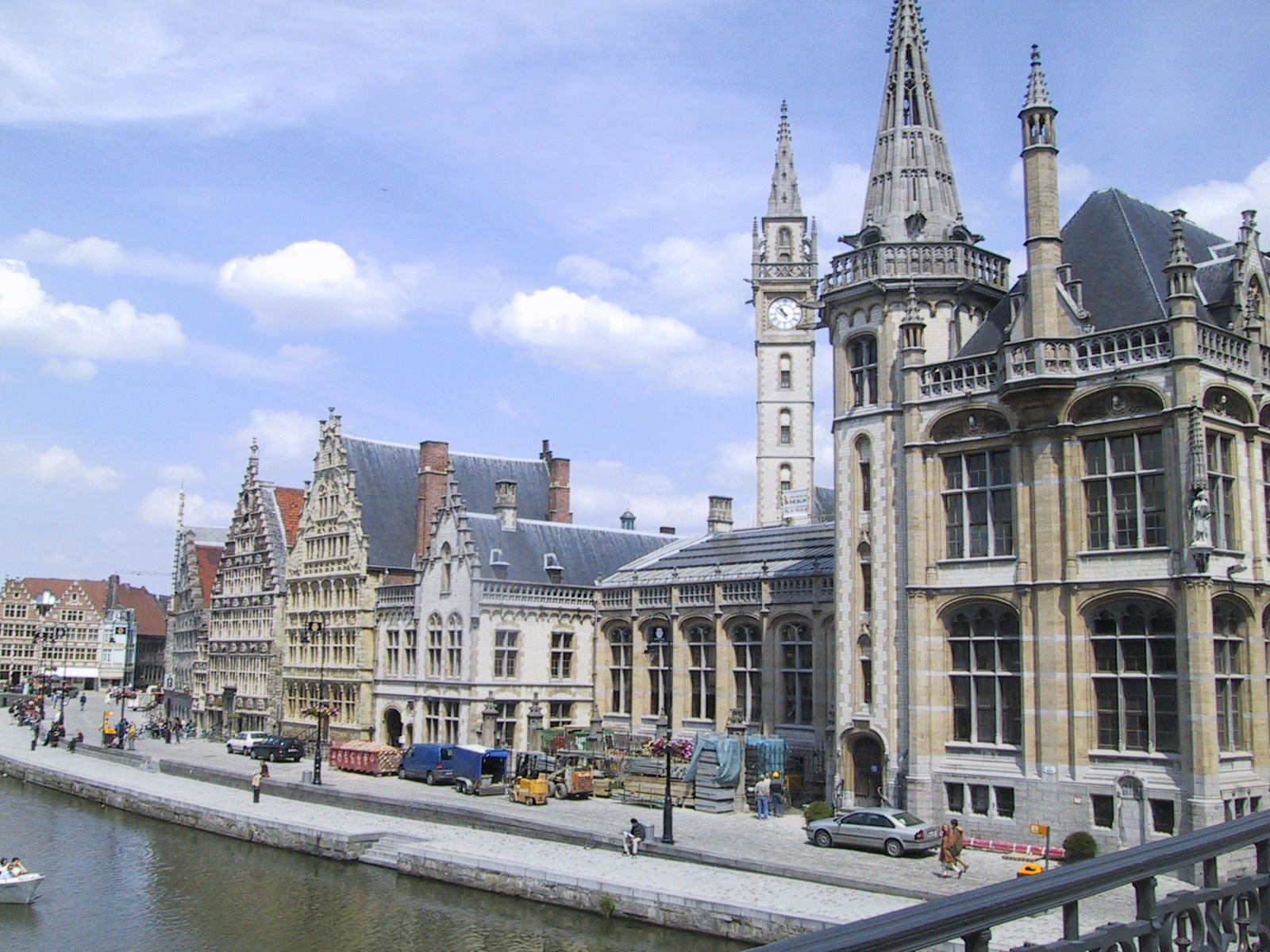
Centre històric